# Dahi
Dahi (lat. Dahae, perz. داها, lat. i grč. Δάοι: „Daoi“ i Δάαι: „Daai“), naziv je konfederacije tri drevna iranska plemena koja su živjela uz središte istočne obale Kaspijskog jezera, a govorili su istočnoiranskim jezicima.
Dahi se prvi put u povijesti spominju na popisu Kserksove vojske (tzv. „zapis Daeva“) iz 5. stoljeća pr. Kr., gdje se plemena nazivaju perzijskim izrazom Dāha, iza kojih se odmah spominju i plemena njihovih susjeda Saka.
U 1. stoljeću pr. Kr. povjesničar Strabon spominje Dahe u kontekstu „skitskih Daha“, što ipak ne znači kako se Skiti poistovjećuju s plemenima Saka. Prema njegovim djelima, Dahi su živjeli na području današnjeg Turkmenistana. Poznato je kako su se plemena Daha i Saka borila u vojsci Perzijskog Carstva tijekom bitke kod Gaugamele, dok su nakon pada carstva sudjelovali u vojsci Aleksandra Makedonskog prigodom njegovih pohoda u Indiji. U seleukidsko doba Dahi su kovali i vlastiti novac.
Tijekom 3. stoljeća pr. Kr. ogranak konfederacije Daha, poznato kao pleme Parni, doživljava uspon pod njihovim zapovjednikom Arsakidom. Pod njegovim vodstvom, prodrli su u Partiju koja je bila pod vlašću seleukidskih satrapa i porazili ih, nakon čega se Arsakid I. okrunio kao kralj nove države. Njegovi nasljednici nazivaju se Arsakidima, odnosno „arsakidskom dinastijom“. Pleme Parni će se u međuvremenu pomiješati s autohtonim Partima zbog čega se njihova država nerijetko naziva i Partskim Carstvom. Arsakidi su svoju državu proširili na cijelu Iransku visoravan i šire, a na zapadu su najviše ostali upamćeni po višestoljenim ratovima protiv Rimljana.

## Vanjske poveznice
- Dahae (Livius.org, Jona Lendering)  Arhivirana inačica izvorne stranice od 13. prosinca 2008. (Wayback Machine)
- Dahae (enciklopedija Britannica)
- [neaktivna poveznica]